# Basilika St. Laurentius (Asheville)

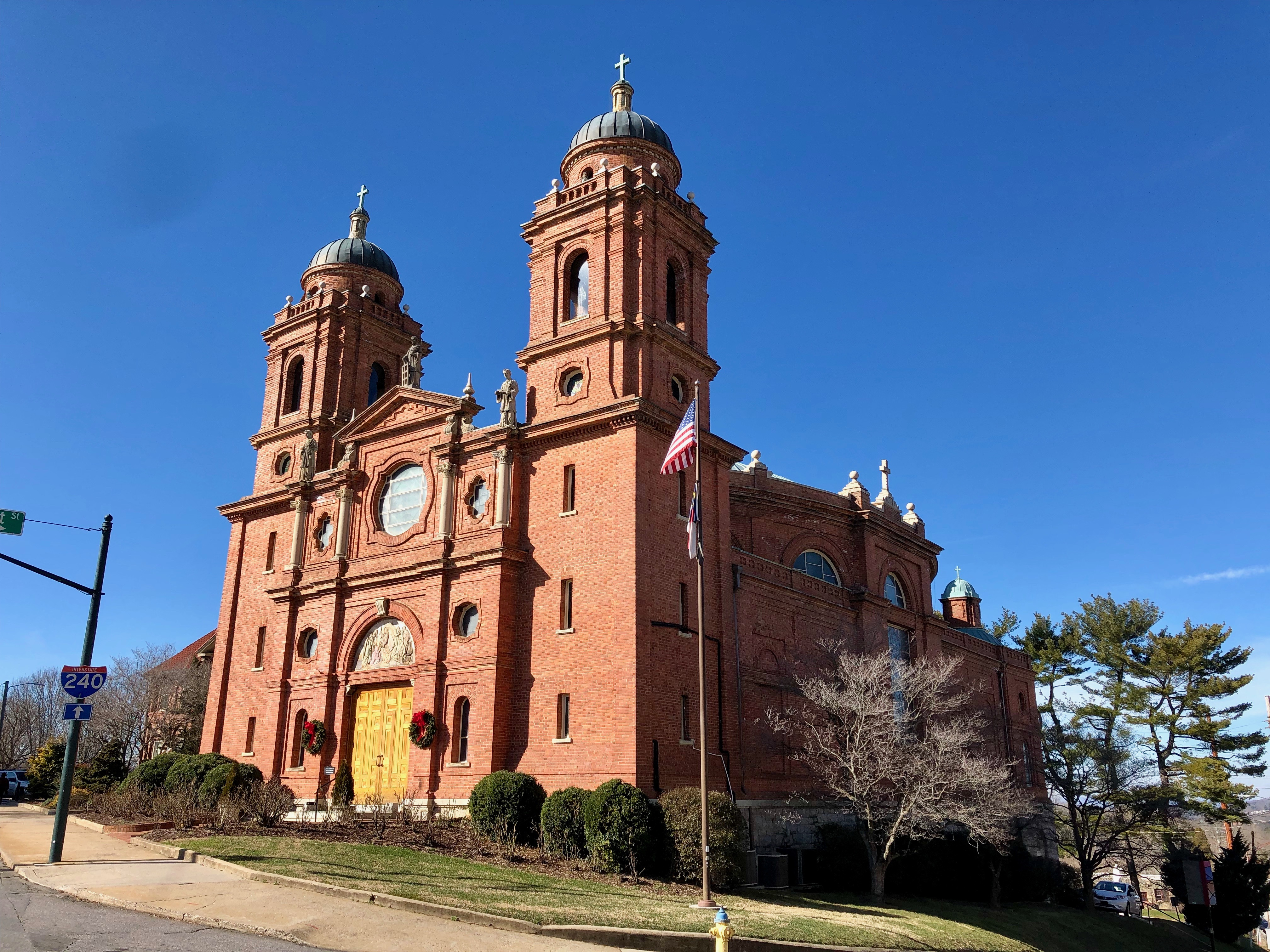
Basilika St. Laurentius

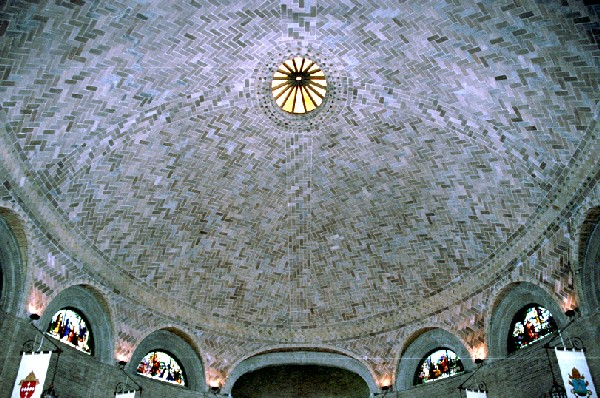
Innenansicht der Kuppel

Die Basilika St. Laurentius (englisch Basilica of St. Lawrence the Deacon & Martyr) ist eine römisch-katholische Kirche im Zentrum von Asheville, im US-amerikanischen Bundesstaat North Carolina. Die Pfarrkirche des Bistums Charlotte trägt den Titel einer Basilica minor und ist Laurentius von Rom gewidmet. Der Anfang des 20. Jahrhunderts errichtete Zentralbau steht im National Register of Historic Places und ist Teil des Downtown Asheville Historic Districts.

## Geschichte
Die Kirche wurde 1905 von dem spanischen Architekten Rafael Guastavino in Zusammenarbeit mit seinem Architektenkollegen R. S. Smith und der römisch-katholischen Gemeinde von Asheville entworfen und gebaut. Papst Johannes Paul II erhob die Kirche 1993 zur Basilica minor.

## Architektur

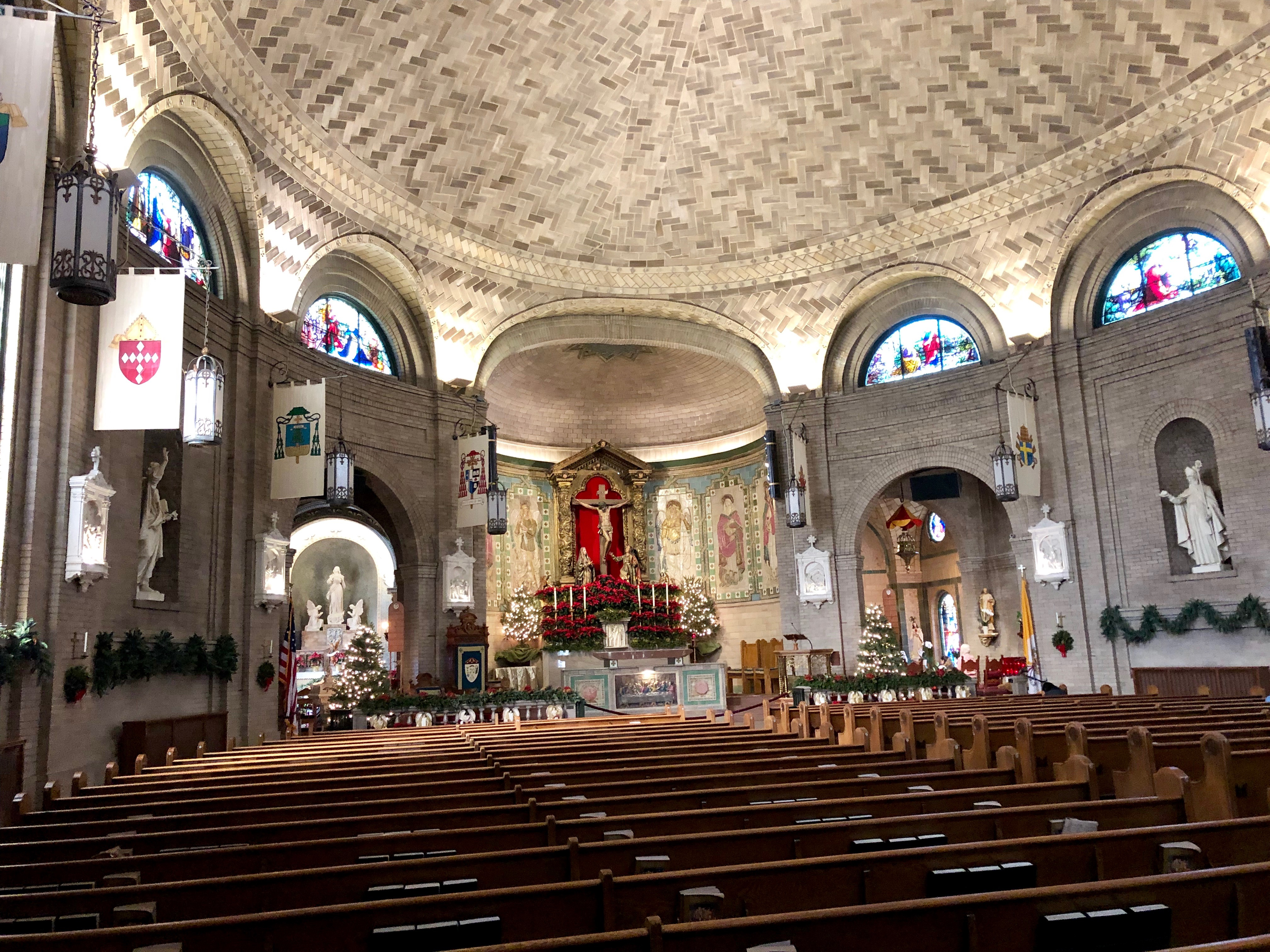
Innenraum

Der Baustil ist Neorenaissance. Hinter einer zweitürmigen Backsteinfassade wird die Kirche von einer großen Flachziegel Kuppel überwölbt. Sie hat eine Spannweite von 18 × 25 m und gilt als größte freistehende elliptische Kuppel Nordamerikas. Die Decken und die Treppen sind ebenfalls mit Flachziegelgewölben gebaut.

## Ausstattung
Der Innenraum ist mit Heiligenstatuen ausgestattet, darunter Laurentius, Cäcilia von Rom, Rosa von Lima, Patrick von Irland und Petrus. Die Statuen wurden von der Daprato Statuary Company hergestellt. Der Hauptaltar ist aus Tennessee-Marmor gefertigt. Über dem Hochaltar befindet sich eine spanische Holzschnitzerei der Jungfrau Maria und des Apostels Johannes, die über die Kreuzigung Christi trauern. Hinter der Kreuzigungsszene, die die gesamte Wand der Apsis bedeckt, befinden sich polychrome Terrakotta-Zierwände mit den vier Evangelisten und den Erzengeln St. Raphael und St. Michael.
Die Basilika ist für ihre zahlreichen kunstvollen Buntglasfenster bekannt, von denen viele in München hergestellt wurden. Die Fenster an der rechten Wand der Basilika stellen die Verkündigung des Herrn, Mariä Heimsuchung, die Geburt Christi, das lehrende Christuskind im Tempel und die Bekehrung des hl. Paulus dar. An der linken Wand stellen die Fenster die Hochzeit zu Kana, die Heilung der Tochter des Jaïrus durch Christus, die Beruhigung des Windes und der Wellen, die Agonie im Garten und die Erscheinung des auferstandenen Christus vor der heiligen Maria Magdalena dar. Die beiden großen Fenster, eines an der Ost- und eines an der Westwand, stellen die Heilung der Leidenden durch Christus und die Verklärung des Herrn dar. Das große Fenster auf der Orgelempore stellt die Auferstehung Christi dar.

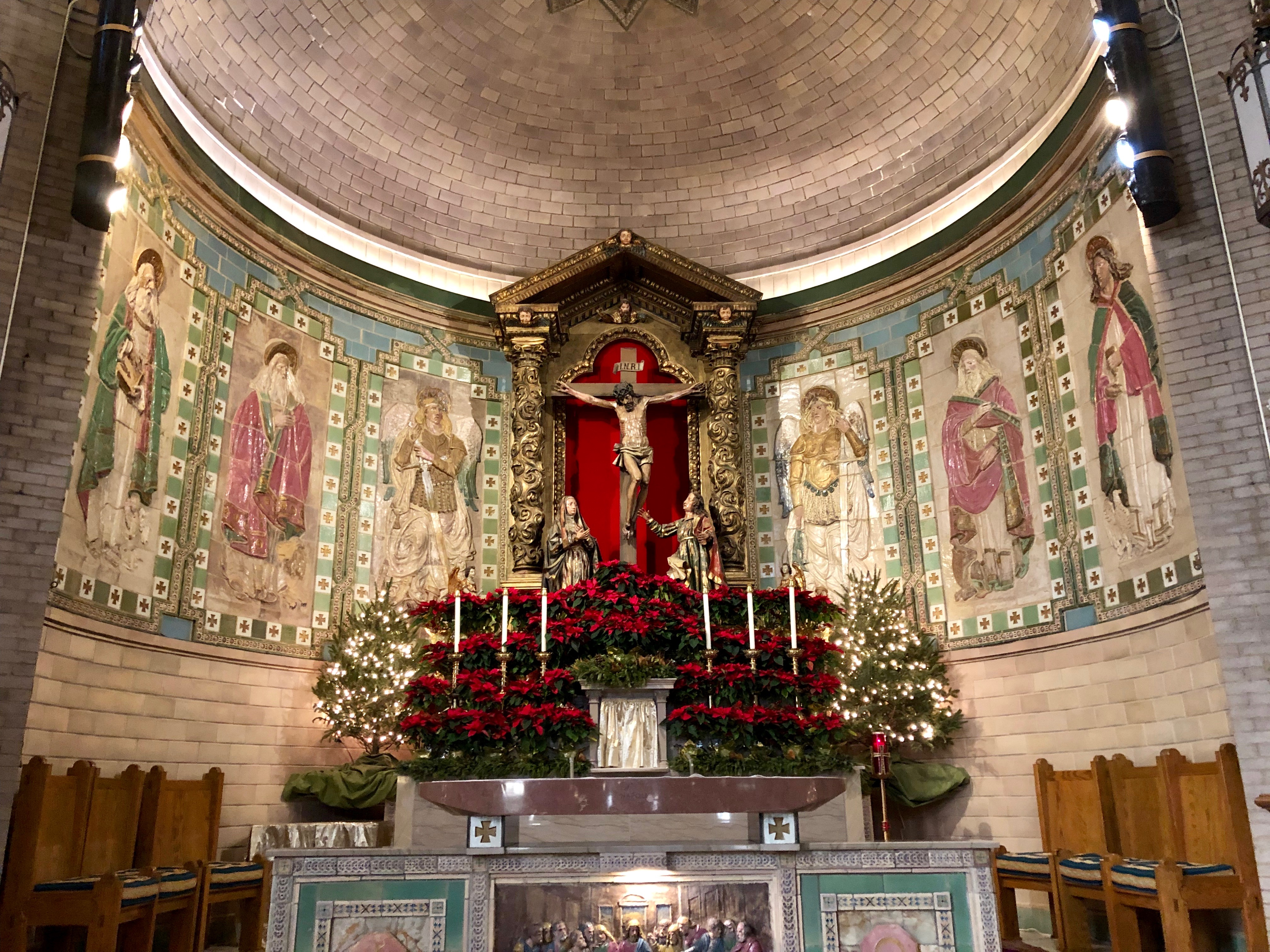
Altarbereich
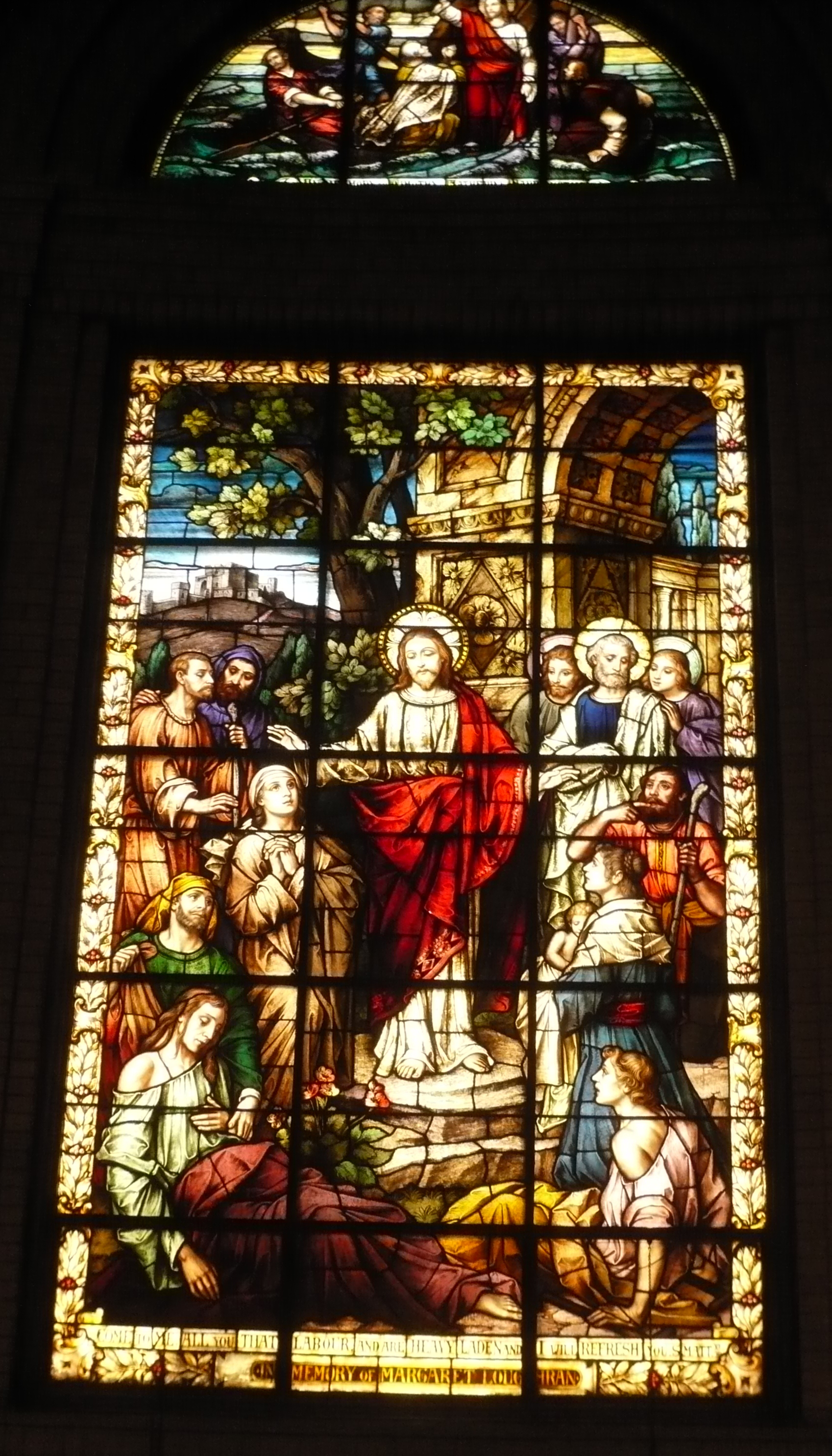
Christus heilt die Leidenden
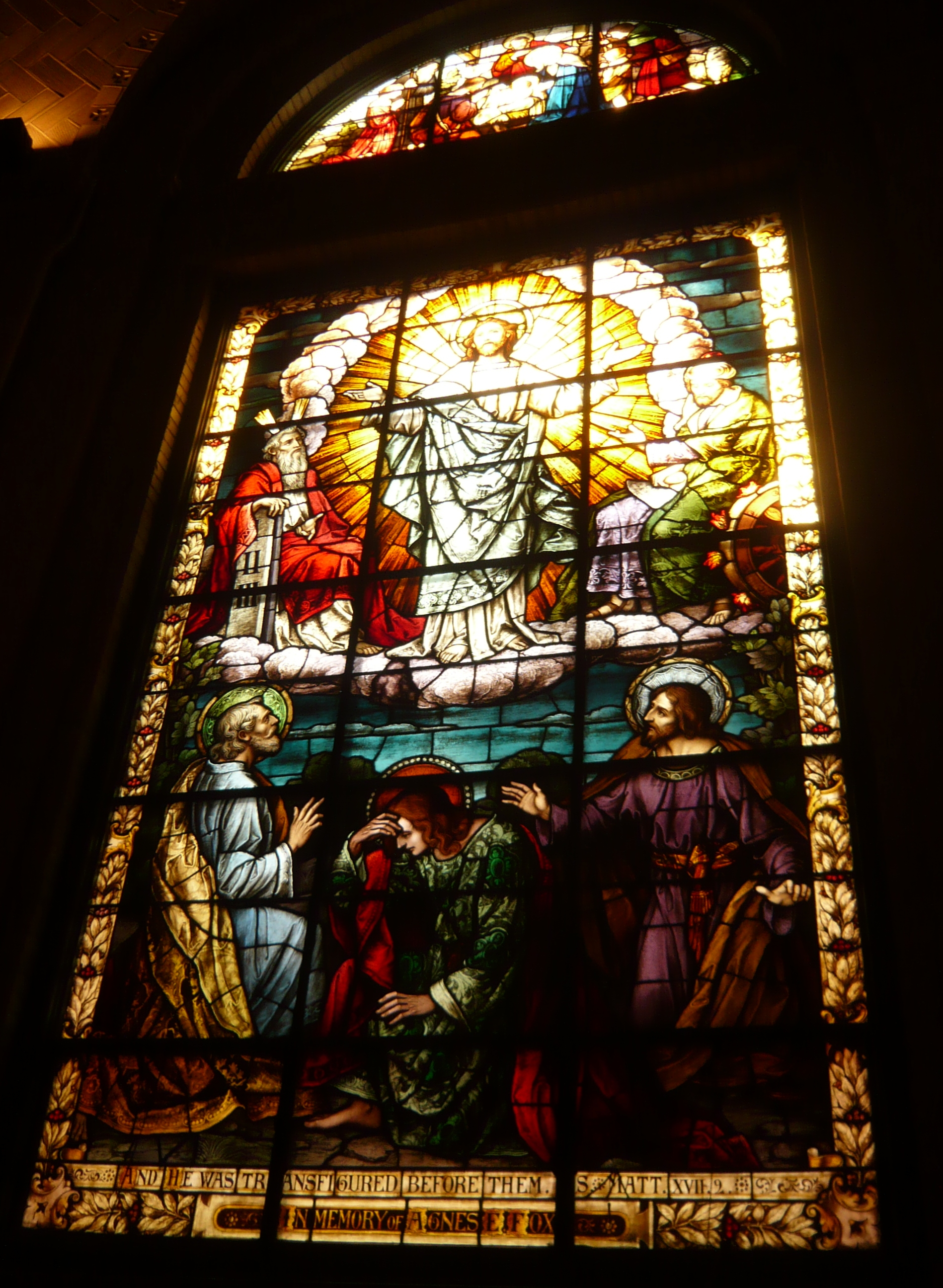
Verklärung des Herrn
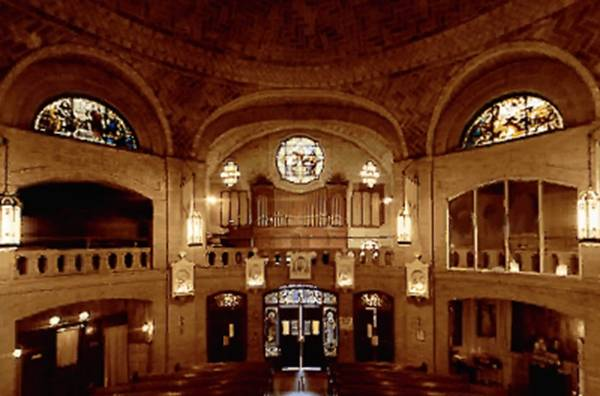
Blick zum Kircheneingang mit Orgel

Die Orgel von Estey Organ mit zwei Manualen wurde 1909 installiert.

## Kapellen
Die Kapelle links vom Altar ist die Kapelle Unserer Lieben Frau. Sie enthält einen Marienaltar aus Marmor mit einer Statue der Unbefleckten Empfängnis, die von zwei Engeln geschmückt wird. An der Vorderseite des Marienaltars befinden sich Schnitzereien weiblicher Heiliger, so von Margareta, Lucia, Cäcilia, Katharina von Alexandria, Barbara, Agnes, Agatha und Rosa von Lima. Den Altar umrahmen eine Reihe von Kacheln mit den Namen der Heiligen Jungfrau Maria, die aus der Litanei der Heiligen Jungfrau ausgewählt wurden, und in der Mitte befindet sich ein Fragment eines italienischen Marmors, das die Geburt Christi darstellt. Über dem Marienaltar befinden sich sieben Tauben, die die sieben Gaben des Heiligen Geistes darstellen. Die Ikonen der Heiligen Jungfrau Maria in der Kapelle stellen die Jungfrau Maria als Unsere Liebe Frau von Tschenstochau, Unsere Liebe Frau von der immerwährenden Hilfe, Unsere Liebe Frau von Guadalupe und Unsere Liebe Frau von der Verkündigung dar, mit Votivkerzen unter jeder Ikone. Die beiden Buntglasfenster in der Kapelle stellen die Muttergottes, den Stern des Meeres und den Erzengel Raphael dar. Im hinteren linken Teil der Kapelle befindet sich die Krypta des Architekten Rafael Guastavino.
Die Kapelle rechts vom Hauptaltar ist die Kapelle der eucharistischen Anbetung, die ursprünglich Kapelle des Heiligen Josef hieß. Die Kapelle wird für die eucharistische Anbetung und das private Gebet genutzt. Das Buntglasfenster über dem Altar stellt die Geburt Christi dar, ähnlich wie das Kachelgemälde in der Marienkapelle. Das Fenster an der Ostwand ist ein Buntglasgemälde, das den Tod des hl. Josef in den Armen seiner Familie darstellt: Jesus Christus und die selige Jungfrau Maria. Das kleinere Fenster in der Kapelle stellt den hl. Laurentius dar, dem die Basilika gewidmet ist. Der Altar der Kapelle und ein Teil der Apsis bestehen aus einem Mosaik von Fliesenstücken, die von den Pfarrern Peter und Patrick Marion, die während des Baus der Basilika Priester waren, zusammengesetzt wurden.